# Lasioglossum transitorium
Lasioglossum transitorium là một loài Hymenoptera trong họ Halictidae. Loài này được Schenck mô tả khoa học năm 1868.